# Dr. László Elek Kórház és Rendelőintézet
A Dr. László Elek Kórház és Rendelőintézet Orosházán működő és Magyarország egyik regionális orvosi ellátását biztosító intézménye. 2020 óta viseli Orosháza első tudós orvosának, Dr. László Eleknek a nevét. Fennállásának 51 éve során egy alapszakmás kórházból európai színvonalú intézménnyé vált.

## Története
1946-ig, vagyis a várossá válásig magánintézetek működtek fekvőbetegek számára. 1950-ben nyílt meg a Könd és Huba utca sarkán a Szülőotthon, 1952-ben a menházban pedig alapszakmás kórházak létesültek. 1958-ban a belgyógyászat, sebészet és szülészet egyesülésével létrejött a Varga-villában a Tüdőosztály.
A város rohamos fejlődése és az üveggyár létesítése miatt 1962-ben az akkori egészségügyi miniszter, Dolleschall Frigyes letette az alapkövét egy 400 ágyas kórháznak. 1967. április 30-án nyitotta meg kapuit az intézmény. A kórház 27 település 150 ezer lakosának nyújtott akkoriban ellátást.
A szakrendelő intézet 1984-ben készült el.
2015-ben egy Európai Uniós pályázatnak köszönhetően új Központi Technológiai Tömbbel bővült a kórház. Ez már sterilizáló és diagnosztikai egységek mellett egy központi műtőblokkot is magában foglal.

## Kórházi osztályok
2022 nyarán az alábbi osztályok működnek:
- Aneszteziologiai és Intenzív Terápiás Osztály
- Belgyógyászat
- Csecsemő- és Gyermekosztály
- Egynapos sebészet – Szemészet
- Fül-Orr-Gégészet
- Gasztroenterológia
- Kardiológia
- Krónikus Belgyógyászat
- Mozgásszervi Rehabilitációs Nappali Kórház
- Mozgásszervi Rehabilitációs Osztály
- Neurológia
- Sürgősségi Betegellátó Osztály
- Szülészet-Nőgyógyászat
- Traumatológia
- Urológia

## Galéria

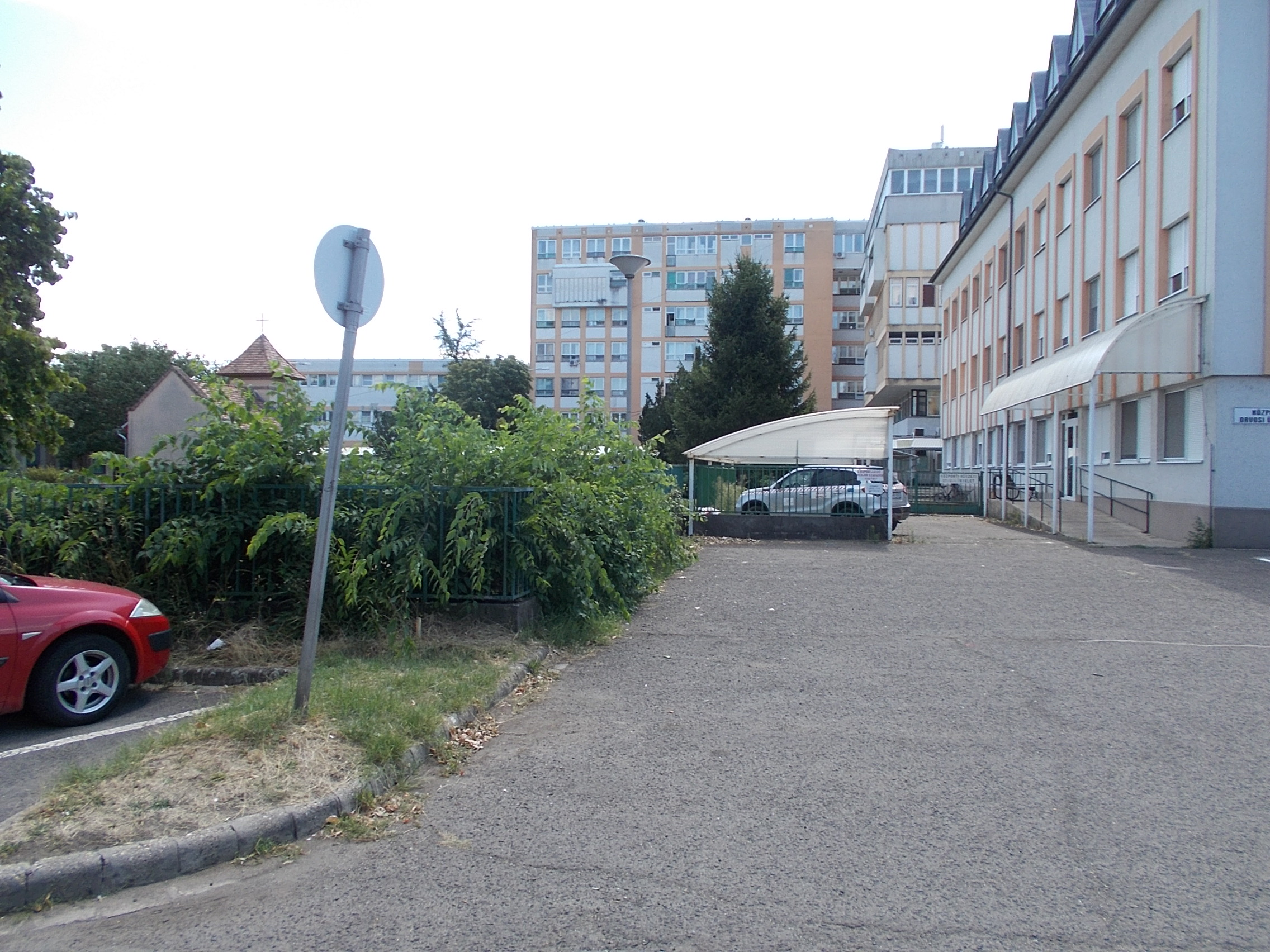
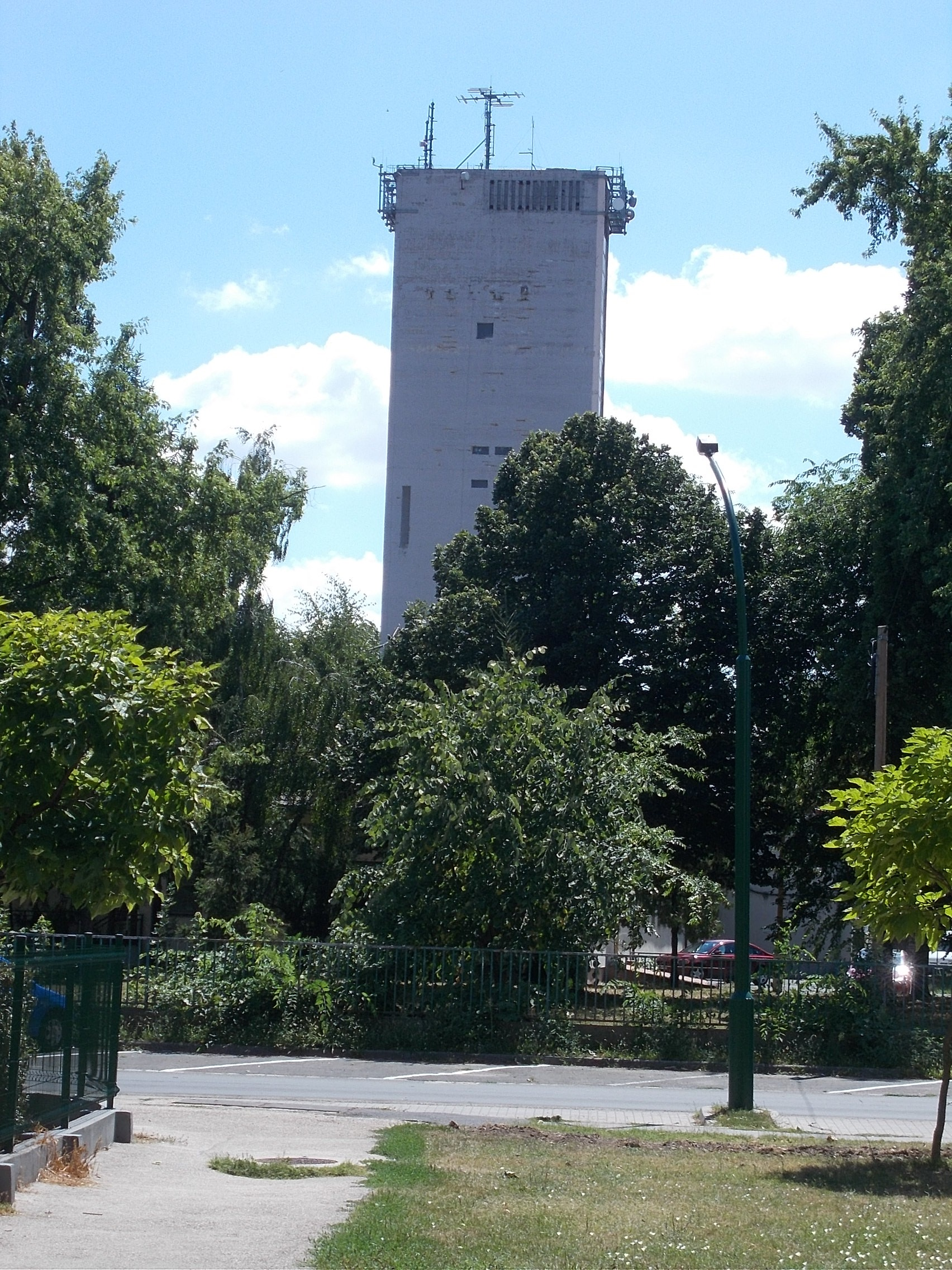
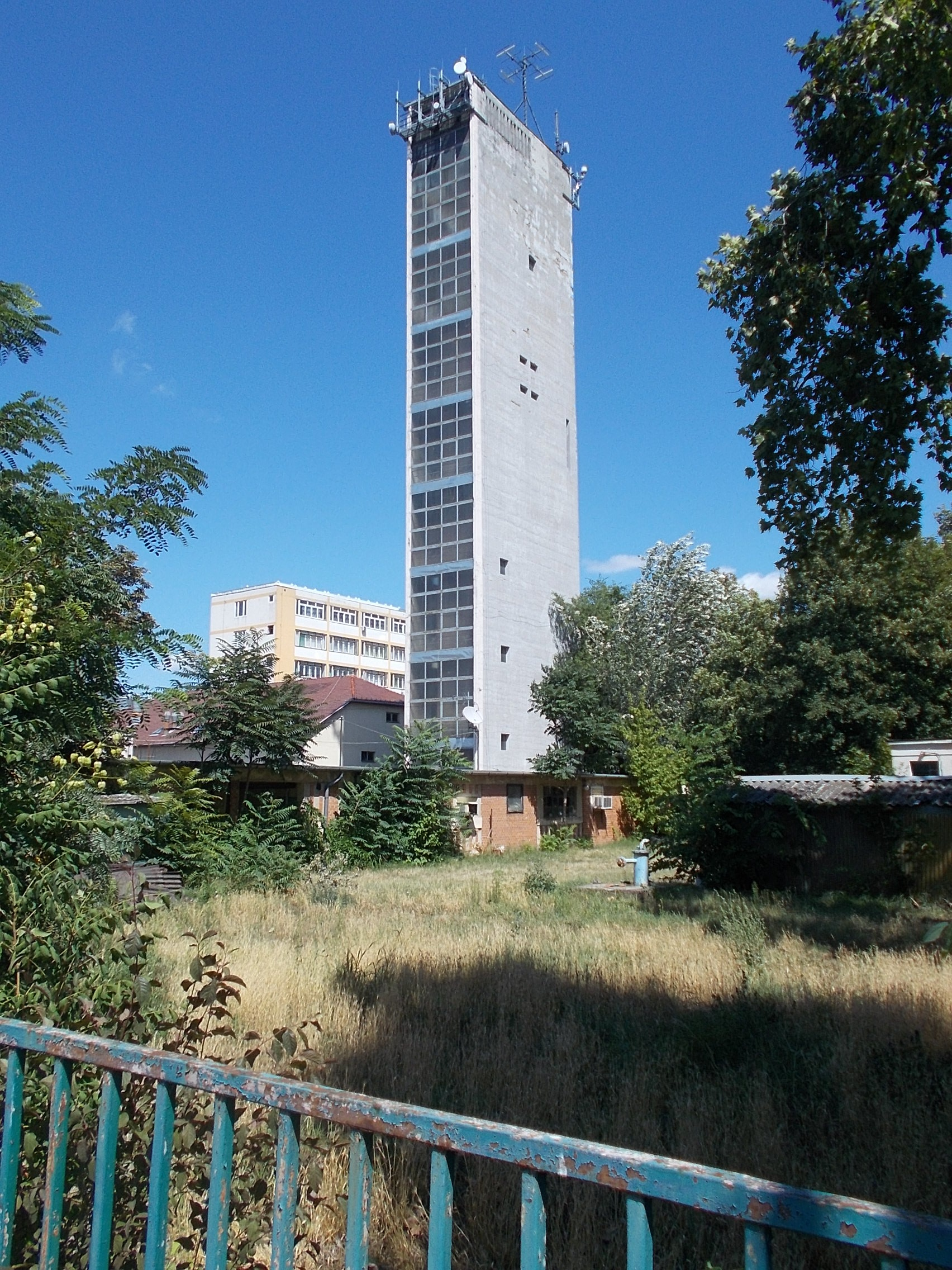
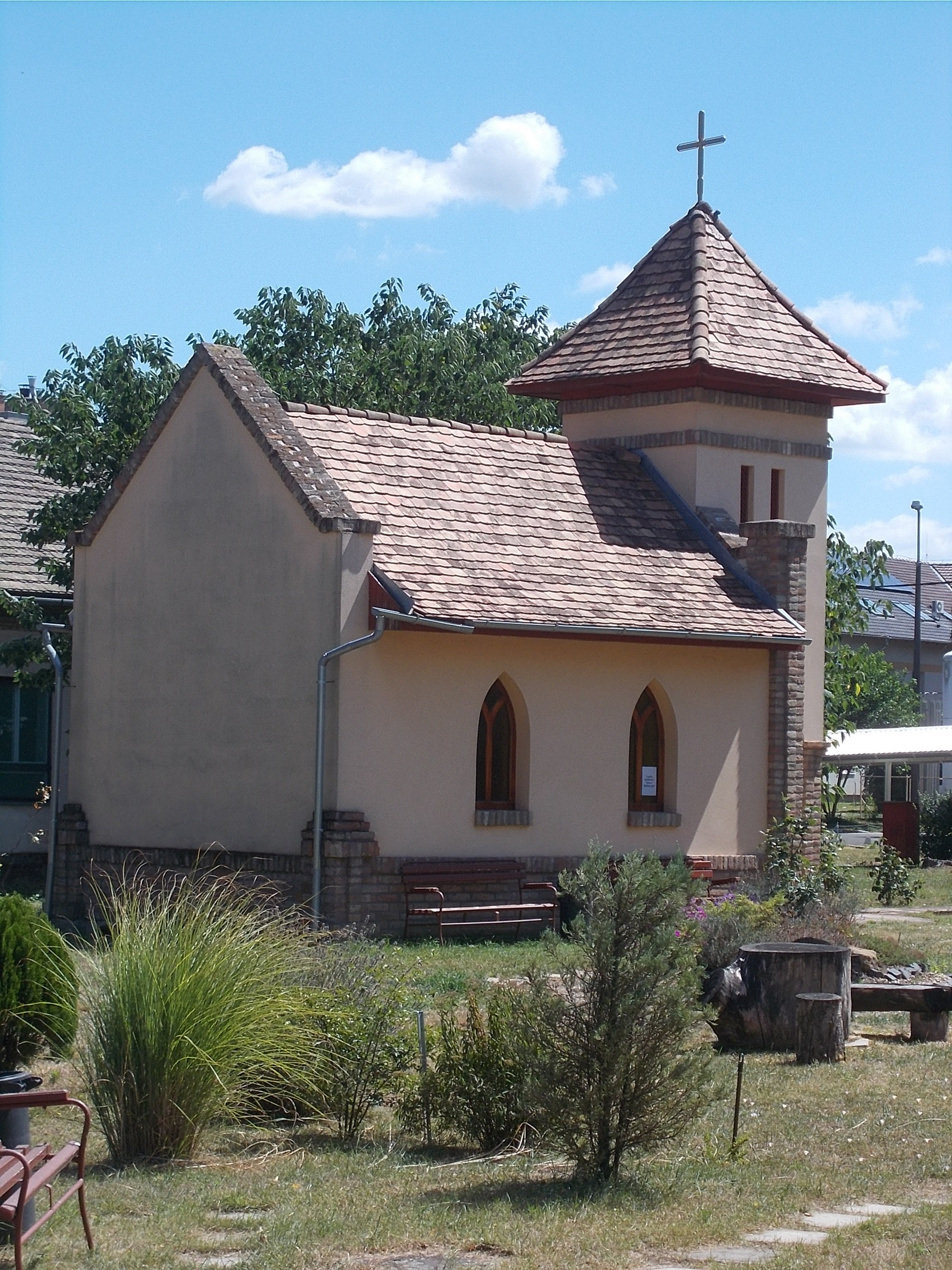
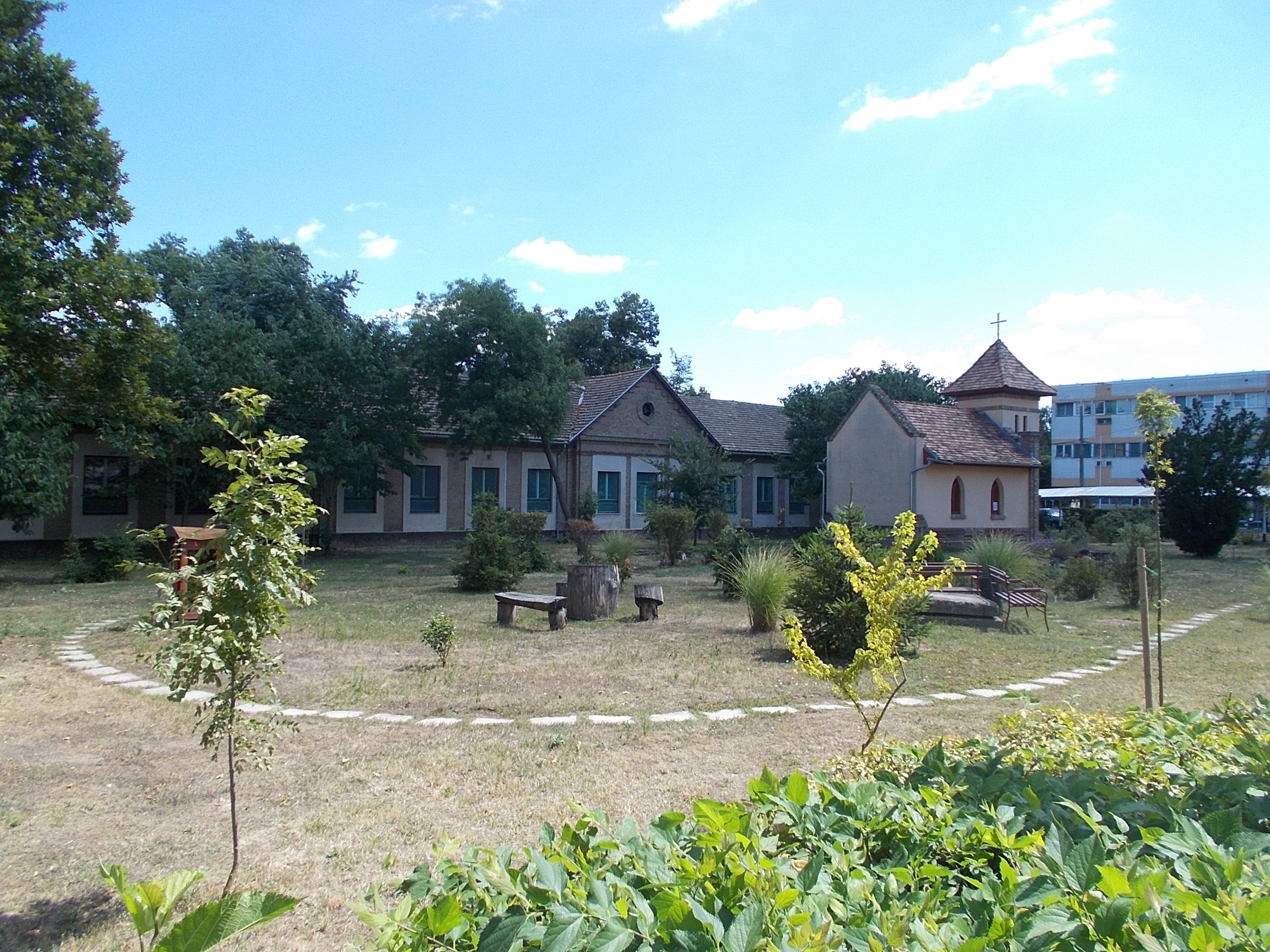
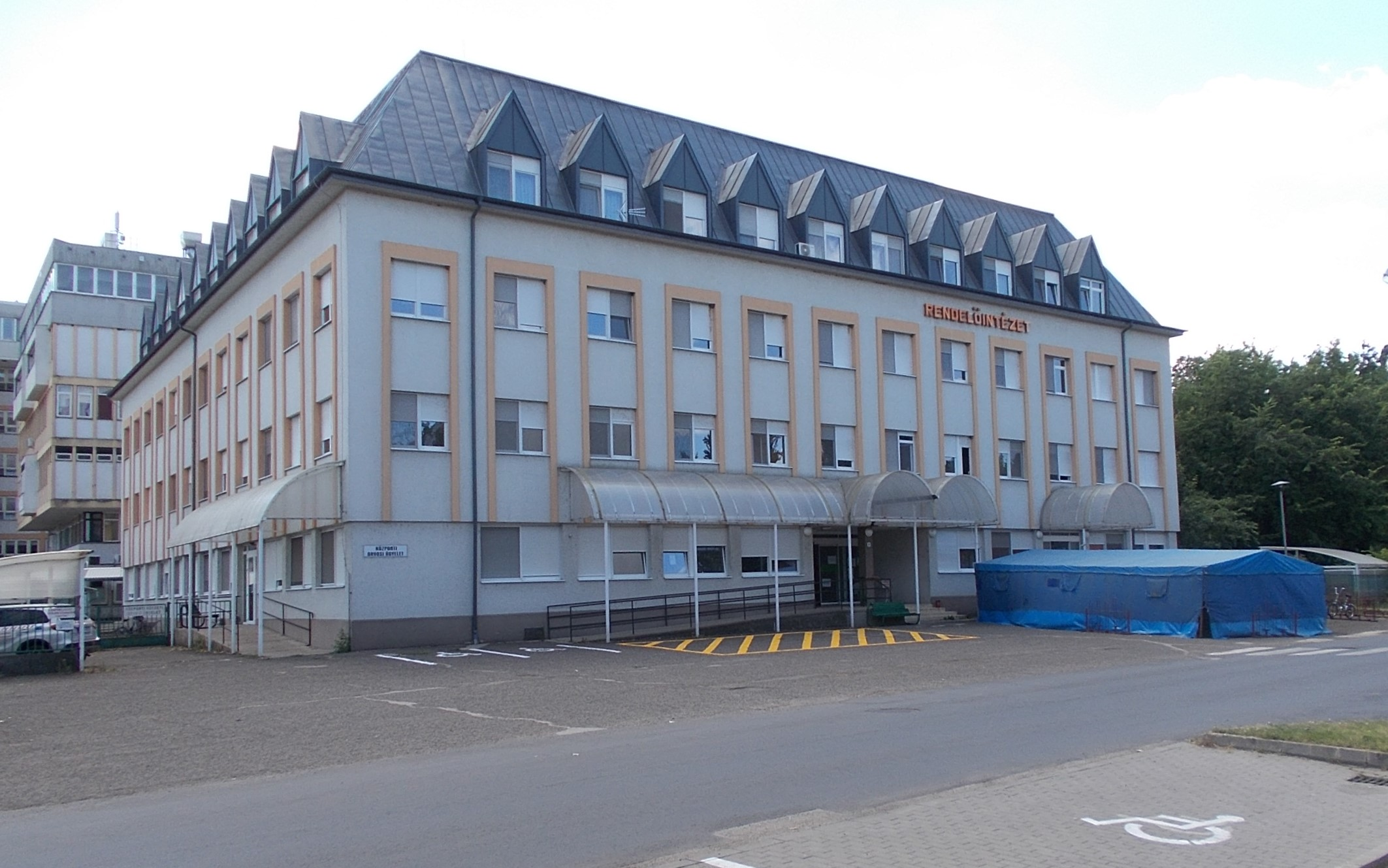